# Rinorea haughtii
Rinorea haughtii és una espècie de planta amb flor que pertany a la família de les violàcies. És endèmica al nord-oest de Colòmbia on es coneix a partir de tres ubicacions a Nechí i la vall del Riu Magdalena.

## Descripció
Rinorea haughtii és un arbust prim i surten flors de color groc.

## Hàbitat
Aquesta espècie es troba a la selva tropical de terres baixes, entre els 100 i els 500 msnm.